# Artur Petrosyan
Artur Petrosyan (Gyumri, 17 de dezembro de 1971) é um ex-futebolista armeno, que jogava como meia-direita. Atualmente faz parte da comissão técnica do FC Zürich.

## Seleção Nacional
Artur Petrosyan é o  segundo maior artilheiro da Seleção Armênia de Futebol com 12 gols em 69 jogos oficiais.